# Federalna Agencja ds. Wspólnoty Niepodległych Państw, Rodaków Mieszkających za Granicą i Międzynarodowej Współpracy Humanitarnej
Federalna Agencja ds. Wspólnoty Niepodległych Państw, Rodaków Mieszkających za Granicą i Międzynarodowej Współpracy Humanitarnej (Федеральное агентство по делам Содружества Независимых Государств, соотечественников, проживающих за рубежом, и по международному гуманитарному сотрудничеству, Россотрудничество, Rossotrudniczestwo) – wyspecjalizowana agencja podległa rosyjskiemu MSZ.
Pierwotnie została utworzona jako Federalna Agencja ds. Wspólnoty Niepodległych Państw w maju 2008. 6 września 2008 Prezydent Rosji, Dmitrij Miedwiediew, podpisał dekret o reorganizacji agencji, zmieniający m.in. jej nazwę. Jej szef jest powoływany przez Prezydenta Rosji na wniosek premiera. Agencja działa także poza granicami Federacji Rosyjskiej w formie przedstawicielstw przy ambasadach rosyjskich. Rossotrudniczestwo przejęło kompetencje kilku istniejących organizacji, m.in. Rosyjskiego Centrum Międzynarodowej Współpracy Naukowej i Kulturalnej, którego ośrodki znajdowały się w 75 państwach, w Polsce pod nazwą Rosyjskiego Ośrodka Nauki i Kultury w Warszawie (Российский центр науки и культуры в Варшаве) i Rosyjskiego Ośrodka Nauki i Kultury w Gdańsku (Российский центр науки и культуры в Гданьске), od 2021 – Domu Rosyjskiego (Русский дом) w Warszawie i Domu Rosyjskiego w Gdańsku.
Głównym zadaniem Rossotrudniczestwa jest stwarzanie przyjaznej atmosfery dla realizacji politycznych i gospodarczych interesów Rosji za granicą, w szczególności w krajach WNP, poprzez koordynację działań diaspory rosyjskiej, rosyjskich organizacji pozarządowaych, prowadzenie programów pomocowych dla państw WNP i kontrolę realizacji umów zawartych w ramach WNP.
Jest główną agencją państwową, której rolą jest projekcja miękkiej siły i hybrydowych wpływów Kremla, w tym promowanie koncepcji tzw. „ruskiego miru”. Działa jako organizacja koordynująca sieć rosyjskich obywateli i agentów wpływu, finansuje różne projekty z zakresu dyplomacji publicznej i propagandy, konsolidując działalność prorosyjskich podmiotów i upowszechniając narracje Kremla, w tym rewizjonizm historyczny.
Decyzją z dnia 21 lipca 2022 r. Rada Unii Europejskiej nałożyła na Rossotrudniczestwo sankcje za aktywne wspieranie lub realizację działań lub polityki podważającej integralność terytorialną, suwerenność i niezależność Ukrainy.